# 黄贤模
黄贤模（1941年8月—），男，福建福州人，中华人民共和国政治人物，曾任中共三明市委书记，福建省人大常委会副主任。